# Golamo Cyrkwiszte
Golamo Cyrkowiszte (bułg. Голямо Църквище) – wieś w Bułgarii, w obwodzie Tyrgowiszte, w gminie Omurtag. Według danych szacunkowych Ujednoliconego Systemu Ewidencji Ludności oraz Usług Administracyjnych dla Ludności, 15 grudnia 2018 roku miejscowość liczyła 299 mieszkańców.